# Dolna Orjahovica
Dolna Orjahovica (búlgaro: Долна Оряховица) é uma cidade da Bulgária, localizada no distrito de Veliko Tarnovo. A sua população era de 3,027 habitantes segundo o censo de 2010.

## População
| Dolna Orjahovica | Dolna Orjahovica | Dolna Orjahovica | Dolna Orjahovica | Dolna Orjahovica | Dolna Orjahovica | Dolna Orjahovica | Dolna Orjahovica | Dolna Orjahovica | Dolna Orjahovica | Dolna Orjahovica | Dolna Orjahovica | Dolna Orjahovica | Dolna Orjahovica | Dolna Orjahovica | Dolna Orjahovica | Dolna Orjahovica | Dolna Orjahovica | Dolna Orjahovica | Dolna Orjahovica |
| --- | ---------------- | ---------------- | ---------------- | ---------------- | ---------------- | ---------------- | ---------------- | ---------------- | ---------------- | ---------------- | ---------------- | ---------------- | ---------------- | ---------------- | ---------------- | ---------------- | ---------------- | ---------------- | ---------------- |
| Ano | 1887             | 1910             | 1934             | 1946             | 1956             | 1965             | 1975             | 1985             | 1992             | 2001             | 2002             | 2003             | 2004             | 2005             | 2006             | 2007             | 2008             | 2009             | 2010             |
| População |                  |                  |                  | …                | …                | …                | 4,744            | 4,349            | 3,801            | 3,448            | 3,418            | 3,365            | 3,294            | 3,227            | 3,192            | 3,126            | 3,116            | 3,094            | 3,027            |
| Fontes: Instituto Nacional de Estatísticas, „citypopulation.de“, „pop-stat.mashke.org“, Bulgarian Academy of Sciences |                  |                  |                  |                  |                  |                  |                  |                  |                  |                  |                  |                  |                  |                  |                  |                  |                  |                  |                  |